# Argyle (patroon)

Een voorbeeld van een Argyle patroon

Argyle is een patroon dat bestaat uit ruiten of lozenges. Het woord wordt soms gebruikt om een individuele ruit aan te duiden, maar doorgaans wordt er het geheel van ruiten mee bedoeld. De meeste patronen bestaan uit overlappende motieven, waardoor een gevoel van driedimensionaliteit en beweging ontstaat. 

## Geschiedenis
Het argyle patroon stamt af van het tartan van de Schotse Clan Campbell, afkomstig uit Argyll in het westen van Schotland, dat sinds de 17e eeuw gebruikt werd om kilten, dekens en sokken te decoreren. 
Het patroon werd na de Eerste Wereldoorlog in het Verenigd Koninkrijk en de Verenigde Staten algemeen aanvaard als patroon voor vrijetijdskleding. Het Schotse kledingbedrijf Pringle of Scotland populariseerde het patroon, mede geholpen door de associatie met de Hertog van Windsor, door het patroon als handelsmerk te verwerken in hun kleding. De hertog droeg het patroon, in tegenstelling tot tijdgenoten, als golfkleding en dit gold zowel voor zijn truien als zijn sokken die gedragen werden bij de toen gangbare plusfour broeken.
Sommige sportteams gebruiken het argyle patroon nog altijd in hun sportkleding. Voorbeelden hiervan zijn de Garmin-Slipstream wielerploeg, bijgenaamd de "Argyle Armada", het Noorse curlingteam en de MLS voetbalclub Sporting Kansas City.

voorbeelden
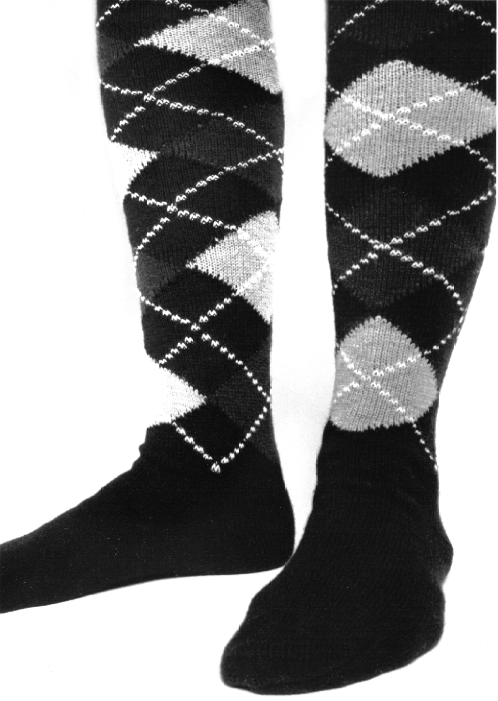
Argyle sokken
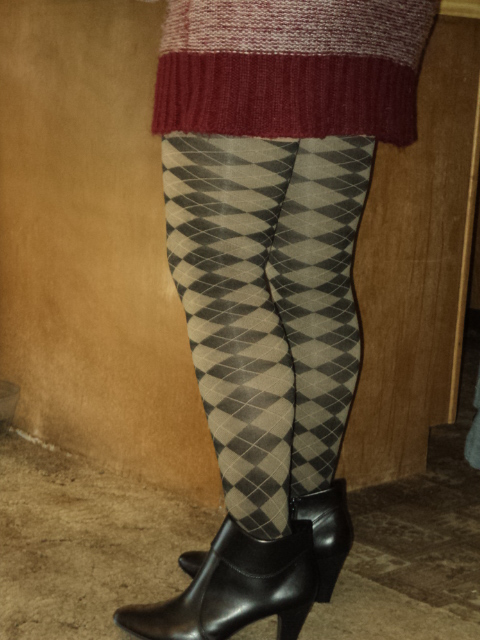
Groene argyle leggings
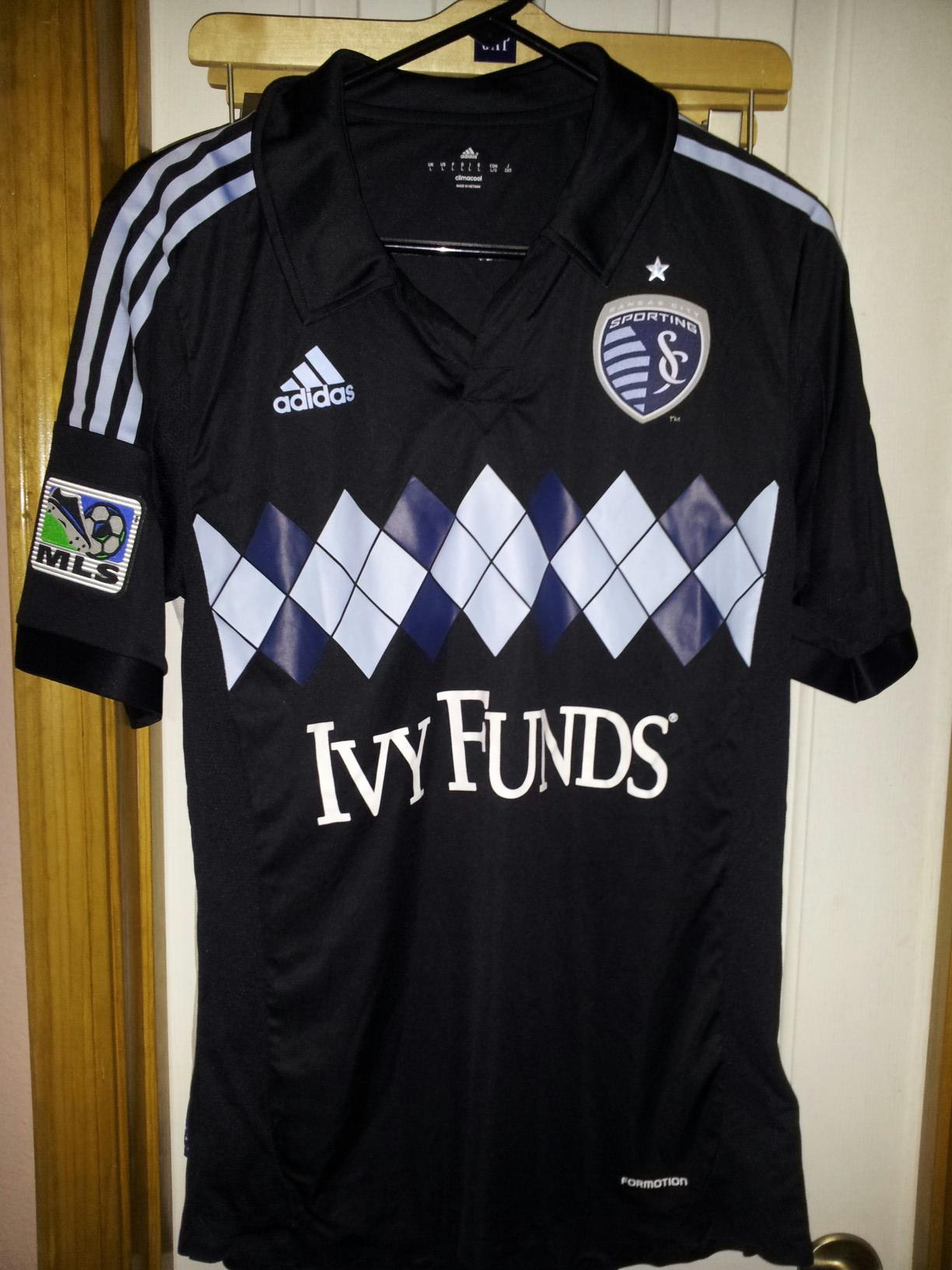
Sporting Kansas City-shirt met argyle patroon